# 1400 Tirela
1400 Tirela este un asteroid din centura principală, descoperit pe 17 noiembrie 1936, de Louis Boyer.